# Миграционный кризис на границе Беларуси
Миграционный кризис на границе Беларуси возник весной 2021 года по причине наплыва нелегальных мигрантов, в основном из Ирака и Сирии, в меньшей степени из Афганистана и в меньшей степени из африканских стран (по статистике Пограничной службы Польши), пытающихся попасть в страны ЕС (Литву, Латвию, Польшу).
Литовские (как и латвийские, польские и другие европейские) власти обвиняют в организации потока нелегальных мигрантов власти Беларуси, называя происходящее «гибридной агрессией» с её стороны. Правительства Польши и Литвы видят в происходящем «руку Москвы» ().
Власти Беларуси и России свою причастность к нелегальной миграции отрицали, связывая события с пандемией COVID-19, обострением экономических проблем в развивающихся странах, неправильной экономической и военной политикой Европы и США по отношению к этим странам. К тому же президент Беларуси А. Лукашенко обвинил ЕС в развязывании гибридной войны против его страны и сказал, что после введения санкций он не намерен защищать Европу в том числе и от мигрантов. Позднее он заявил, что белорусские военные могли помогать мигрантам «из сочувствия», и отказался разбираться в этом вопросе.
18 ноября 2021 года Генсеку ООН передали личное письмо главы белорусского МИДа Владимира Макея о ситуации с кризисом. Об этом сообщил представитель РБ при ООН Валентин Рыбаков. По его словам, Антониу Гутерриш подтвердил, что ни источником, ни причиной потоков мигрантов Беларусь не является.

## Предыстория
В 2015 году в Европе начался миграционный кризис. Основной удар приняли на себя Западная, Центральная и Северная Европа. Приток беженцев в Прибалтику и Польшу был минимален.
Основной поток мигрантов шёл из Сирии и Афганистана, значительную долю составили выходцы из Ирака и Ливии. Наплыв мигрантов был связан с рядом крупных военных конфликтов, вспыхнувших на Ближнем Востоке и в Африке, которые сопровождались резким ухудшением экономической и демографической ситуации.
Ангела Меркель тогда заявляла, что у Евросоюза границы не закрываются («Мы можем это преодолеть»).
Белорусские пограничники в 2000-е — 2010-е годы получили от Евросоюза десятки миллионов евро на укрепление границы, модернизацию инфраструктуры, противодействие нелегальной миграции и региональные проекты в пограничной зоне (68,5 млн евро в 2001—2012 годах и не менее 15 млн евро после 2012 года). На деньги Евросоюза, в частности, был спонсирован проект BOMBEL, нацеленный на противодействие нелегальной миграции.
С 2020 года действовало соглашение о реадмиссии между Республикой Беларусь и Евросоюзом. В целом ЕС положительно оценивал выполнение Беларусью взятых на себя обязательств.
9 августа 2020 года в Беларуси прошли президентские выборы. По официальным данным ЦИК Республики Беларусь, победу на них одержал Александр Лукашенко с результатом 80,08 % голосов. Светлана Тихановская, которая была его основным конкурентом, набрала 10,12 % голосов. Оппозиция объявила результаты сфальсифицированными, в Минске и других городах страны начались массовые акции протеста. Тихановская была вывезена спецслужбами Республики Беларусь в Литву. Страны Европейского Союза, в том числе Литовская Республика, поддержали белорусскую оппозицию, что ухудшило их отношения с властями Беларуси.

## Кризис
По заявлению ГПК Республики Беларусь, рост числа мигрантов на границе с ЕС наблюдался уже с начала 2021 года. Представитель ГПК А. Бычковский заявил, что к началу мая 2021 года количество мигрантов на границе с Литвой увеличилось в 17 раз в сравнении с аналогичным периодом прошлого года. 70 % мигрантов составили граждане Ирака. Также он заявил, что к тому моменту органами пограничной службы было пресечено 12 каналов нелегальной миграции.
В конце мая 2021 года после посадки Boeing 737 компании Ryanair в Минске, ЕС и США наложили на Беларусь санкции, а также перекрыли для белорусской авиакомпании «Белавиа» своё воздушное пространство. В июне министр иностранных дел Беларуси В. Макей заявил, что в связи с тем, что со стороны Евросоюза было остановлено финансирование в том числе и проектов в рамках соглашения о реадмиссии, Беларуси больше нет смысла участвовать в этом соглашении и она не будет тратить собственные финансовые средства на обустройство приграничной инфраструктуры для защиты Европы от мигрантов. В том же месяце Александр Лукашенко заявил, что в условиях давления его страна не намерена защищать Европу от нелегальной миграции, наркотрафика и контрабанды:

В Литву, Латвию и в Польшу ринулись тысячи и тысячи нелегальных мигрантов. Они требуют от нас защитить их от контрабанды, от наркотиков… Так и хочется спросить, вы что там, очумели вообще? Вы против нас развязали гибридную войну и требуете, чтобы мы вас защищали, как и прежде?

В июне белорусские власти начали процесс выхода из соглашения о реадмиссии.
В июле белорусские пограничники на условиях анонимности сообщали журналистам, что им было дано устное указание не препятствовать нелегальной миграции и контрабанде сигарет. Впоследствии появились сообщения, что белорусские пограничники (включая ОСАМ) прямо начали помогать мигрантам нелегально пересечь границу, координировать их действия, перевозить по приграничной зоне, инструктировать о правилах поведения на допросе. Позднее Александр Лукашенко признал возможность помощи мигрантам, отказавшись расследовать этот вопрос. Во время пребывания в пограничной зоне мигранты, по мнению юриста Михаила Кирилюка, нарушили ряд статей Кодекса об административных правонарушениях и Уголовного кодекса Республики Беларусь, однако о привлечении их к ответственности ничего не сообщалось.

### Белорусский транзит
Мигранты предварительно останавливаются в Минске, куда прибывают регулярными рейсами из Стамбула или Багдада. Регулярные авиарейсы из Багдада идут 5 раз в неделю. Чуть позже появился еженедельный рейс из Сулеймании в Минск. С 5 августа запущены полёты из Басры, а с 7 августа планировалось и из Эрбиля. Поскольку все билеты в столицу Беларуси моментально раскупаются, пошли чартерные рейсы из Ирака на Минск. Из Турции осуществляется 8 регулярных авиарейсов в неделю. В результате самолёты авиакомпании «Белавиа», которые попали под санкции западных стран, получили загрузку. Также перевозку беженцев осуществляет сирийская авиакомпания Cham Wings Airlines.
В Ираке под видом туристов к «Белавиа» на борт садятся беженцы, в основном мужчины в возрасте до 35 лет. При этом туристические фирмы, с которыми работает Минск, помимо авиабилетов, визы и турпакета платят за каждого человека залог в 1500—3000 евро. Делается это на тот случай, если гражданин не покинет в установленный срок территорию Беларуси и перейдёт в разряд нелегальных иммигрантов. Таким образом оплачиваются расходы Республики Беларусь на его поимку и депортацию на родину.
7 августа было сообщено, что Ирак на неопределённое время останавливает все пассажирское авиасообщение с Минском — в Беларусь будут летать только пустые самолёты, на которых граждане страны смогут вернуться на родину. За 9-10 августа из Минска в Багдад на вывозных рейсах, организованных властями Ирака, вылетели более 300 иракцев; также в Ирак доставлено тело мужчины, погибшего при попытке перейти границу из Беларуси в Литву.

### На границе Литвы
Весной 2021 года, на фоне ухудшения отношений с Беларусью (санкции и т. п.), Литва заявила о растущем потоке нелегальных мигрантов, проникающих в страну через белорусско-литовскую границу.
По данным Службы охраны государственной границы (СОГГ), число задержанных нелегалов с января по июль 2021 года превысило отметку в 1,5 тысячи; чуть позже была названа цифра в 2,2 тысяч нелегальных мигрантов (для сравнения, в 2020 году в страну сумели просочиться лишь 74 иностранца, в 2019 году — 36). В связи с нарастающим миграционным кризисом литовские власти объявили чрезвычайную ситуацию государственного уровня.
Новые осложнения произошли после того, как в конце июня Беларусь заморозила соглашение с ЕС о реадмиссии нелегальных мигрантов. Вскоре ежедневно по нескольку десятков человек незаконно начали переходить литовскую границу.
В начале июля власти Литвы объявили экстремальную ситуацию государственного уровня, режим чрезвычайной ситуации объявлен до 10 ноября.
Одновременно литовские силовики начали установку спиральных заграждений из колючей проволоки; на 27 июля протяжённость заграждения составила пять километров, ожидалась закупка ещё 20 км проволоки. Однако подобные мероприятия практически не повлияли на поток мигрантов. К этому моменту в Литву незаконно перебрались 2730 человек.
На 28 июля число нелегалов составило 2839, большинство из них — граждане Ирака.
1 августа белорусско-литовскую границу пересекло рекордное количество нелегальных мигрантов — было задержано 289 человек, большинство из них представились гражданами Ирака (в ответ на прямой запрос Европейской комиссии иракский Консультативный совет национальной безопасности назвал необоснованными утверждения литовских политиков о том, что большинство нелегалов на их территории — это граждане Ирака). Начальник СОГГ Рустамас Любаевас также заявил, что в ночь с 1 на 2 августа силовикам удалось поймать ещё 109 человек. Представитель СОГГ Гедрюс Мишутис отметил, что если раньше нелегалы обычно пересекали границу ночью и избегали участков, оснащённых видеонаблюдением, то теперь они переходят её даже под камерами и в любое время суток. Он подчеркнул, что государство находится на пределе возможностей по распределению прибывающих в страну нелегальных мигрантов.
Общее число мигрантов на начало месяца превысило 4 тысячи.
Власти Литвы начали постройку палаточного городка вблизи Центра регистрации иностранцев в Пабраде, затем, когда там не хватило места, нелегальных мигрантов разместили на военном полигоне, также были арендованы модульные блок-контейнеры для их проживания.
На полигоне в Руднинкай (Шальчининкском районе) находятся 800 нелегалов.
В ночь на 3 августа литовские силовики, исполняя поручение министра внутренних дел Агне Билотайте, начали массово возвращать беженцев на белорусскую территорию и за ночь пограничники развернули несколько групп нелегалов. Она также разрешила сотрудникам пограничной службы применять силу в отношении нелегальных мигрантов. Билотайте уточнила, что введение новых полномочий поможет пограничникам эффективнее предотвращать нарушения со стороны беженцев, в том числе пересечение границ вне специальных пунктов и пограничного контроля. Подобная инициатива дала положительный результат: за сутки в страну проникло лишь 35 человек.
Литва с 3 августа 2021 года начала в принудительном порядке возвращать задержанных на границе нелегальных мигрантов в Беларусь. Также 4 августа 2021 года были приостановлены авиарейсы из Ирака в Беларусь. В результате количество нарушений границы снизилось с более чем 200 в день до почти единичных случаев.
В ночь на 13 августа в Алитусском районе из резервации для мигрантов сбежали 34 человека, граждане Ирака, сделав подкоп под забором. Двое вскоре были задержаны полицией.
За 13 августа пограничники Литвы развернули 30 нелегальных мигрантов (в Шальчининкском, Варенском и Лаздийском районах), двоих задержали не в приграничной зоне.
17 августа Служба охраны госграницы Литвы опубликовала кадры с вытеснением белорусскими погранвойсками группы беженцев на территорию республики. В связи с произошедшим Вильнюс направил Минску ноту протеста.
27 ноября 2021 года белорусские пограничники нашли на участке пограничной заставы «Видзы» тело мигранта в спальном мешке. Ведомство утверждает, что труп избитого беженца на границу выбросили литовские силовики.
В ночь на 29 ноября 2021 года на белорусско-литовской границе нашли еще одно тело мигранта, заявил президент Беларуси Александр Лукашенко.
28 августа 2022 года Литва завершила строительство забора с колючей проволокой на границе с Беларусью.

### На границе Латвии
В августе 2021 г. нелегальные мигранты стали разрабатывать новый маршрут — пересекать границу Беларуси с Латвией: за четыре дня за незаконное пересечение латвийско-белорусской границы задержаны 218 человек, это в семь раз больше количества задержанных нарушителей восточного участка за весь прошлый год.
9 августа латвийскими пограничниками за незаконное пересечение границы с Беларусью было задержано почти 200 человек.
По оценке начальника Государственной пограничной охраны (ГПО) Гунтиса Пуятса, процесс перехода границы в Латвию носит организованный характер, об этом свидетельствуют большие группы одновременно проникающих на территорию республики нелегальных мигрантов, иные из которых включают по 30 и более человек; в основном это женщины и мужчины молодого возраста, и прибывают они с детьми.
В связи с обострением обстановки на латвийско-белорусской границе в Латвии введён режим чрезвычайной ситуации в приграничных Краславском и Аугшдаугавском краях. 
С 11 августа правительство Латвии объявило в Лудзенском, Краславском, Аугшдаугавском краях и Даугавпилсе (Министерство внутренних дел Латвии приняло решение направить в Даугавпилс спецназ Видземской роты, который базируется в Смилтене) режим ЧС до 10 ноября; позже режим ЧС был продлён до 10 февраля 2022 года и, далее, был продлён в конце 2023 г.
С момента, когда было объявлено особое положение в тех самоуправлениях (муниципалитетах), которые находятся на границе с Беларусью, Латвия пропустила на свою территорию 25 человек.
Правительство Латвии выделило МВД страны более 1,7 млн евро на приобретение и установку колючей проволоки на границе с Беларусью, средства выделены из бюджета «на непредвиденные расходы». Кроме того, в 2022 году на строительство необходимой инфраструктуры на границе дополнительно будет потрачено 14 млн евро.
Утверждается, Государственной погранохраной, что мигранты к границе Латвии прибывают в сопровождении вооружённых людей (вооружённые автоматами лица; работники служб Беларуси).
По словам министра внутренних дел Марии Голубевой, в октябре каждый день границу Латвии и Беларуси пытаются пересечь от 15 до 25 человек, при этом некоторые — неоднократно.
При этом, за 2022 год развился нелегальный бизнес перевозок.
По данным Государственного пограничного комитета Беларуси, с начала 2023 года из 20 смертельных случаев — 13 были зафиксированы на границе с Латвией.

### На границе Польши
На границе с Польшей, по данным польских пограничников, в 2021 году на белорусском участке границы уже задержан 871 нелегальный мигрант, в то время как за весь прошлый год их было всего 122.
В Варшаве заявили, что усиливают охрану границы с Беларусью.
23 августа в Польше заявили о строительстве забора на границе с Беларусью; с 28 августа военнослужащие Польши сооружают 2,5-метровые заборы из спирали Бруно на более чем 400-километровой границе с РБ. На начало сентября в приграничной полосе уже установлены более 100 км новых ограждений, в ближайшее время будут проложены ещё 50 км. На помощь пограничникам направилось около тысячи военнослужащих.
29 августа солдаты Пограничной стражи Польши и военнослужащие задержали группу из 13 человек (12 поляков и одного голландца, предположительно, активиста фонда «Открытый диалог»), которые разрушали строящиеся заграждения на границе с Беларусью.
На 1 сентября границу с Польшей пытались пересечь 93 мигранта; из них 22 беженца были задержаны — это 11 иракцев, 10 сирийцев и один сомалиец.
С 10 августа 32  афганских мигранта, стремившихся перейти белорусско-польскую границу, организовали вблизи польской деревни Уснаш-Гурны импровизированный лагерь, окружённый белорусскими и польскими военнослужащими. Поляки отказываются принимать заявления на получение убежища (настаивая на том, что беженцы находятся на территории Беларуси, потому должны делать это в Минске). Беженцы пребывают на белорусско-польской границе уже более месяца (на середину сентября), доступ к ним, даже в гуманитарных целях, запрещён.
2 сентября польское правительство объявило режим чрезвычайного положения на границе с Беларусью. Эта мера была принята впервые с 1981 года. Он будет действовать в течение 30 дней и может быть продлён.
19 сентября 2021 года белорусскими (иные сведения — польскими) пограничниками в районе Августовского канала обнаружено тело женщины (в УСК Гродненской области уточнили, что погибла 39-летняя гражданка Ирака), рядом с погибшей женщиной находились и другие граждане Ирака — трое детей разного возраста, мужчина и пожилая женщина; вскоре в польской погранслужбе сообщили, что вблизи польско-белорусской границы найдены тела трёх человек, более подробной информации об этом нет.
20 сентября были задержаны шестеро граждан Сирии, нелегально прибывших на территорию Евросоюза на легковом автомобиле. 21 сентября сотрудники погранслужбы Польши задержали 11 нелегальных мигрантов из Афганистана, Пакистана и Сирии (приехали из Словакии, спрятавшись под брезентом грузовика).
Правительство Польши приняло законопроект о возведении забора на границе с Беларусью.
8 ноября 2021 года крупная группа мигрантов (первоначально их число оценивалось в несколько сотен, затем — в несколько тысяч), сопровождаемая вооружёнными людьми (предположительно, белорусскими силовиками), была замечена на подходе к пограничному переходу Брузги—Кузница в Гродненской области. По информации ресурса reform.by, большинство мигрантов — иракские курды, скоординировавшие свои действия через социальные сети. Белорусские власти не пустили колонну мигрантов на пограничный переход, направив их к нейтральной полосе через близлежащий лес.  Обе стороны публиковали видео, на которых были видны попытки мигрантов перерезать ограждения из колючей проволоки с польской стороны или разрушить их с помощью брёвен. Мигранты также забрасывали польских пограничников камнями и палками, а в ответ польская сторона применила слезоточивый газ. Министр обороны Польши М. Блащак сообщил, что страна довела численность военнослужащих на границе с Беларусью до 12 тыс. человек. С 7 утра Польша закрыла для перехода пограничный пункт Кузница. Ситуация на границе Беларуси с Польшей пока не привела к вооружённым столкновениям.
По мнению The Guardian, события 8 ноября были попыткой Александра Лукашенко усилить напряжение на границе с Польшей.
Власти ЕС приняли решение частично приостановить упрощение визового режима с Беларусью, также они решили ускориться с принятием пятого пакета санкций, о котором говорят ещё с лета..
По оценке польских государственных органов, на территории Беларуси на 12 ноября 2021 года присутствует до 15 000 мигрантов, из них непосредственно на границе Польши и Беларуси — от 2 000 до 4 000 человек.
15 ноября 2021 года А. Лукашенко заявил, что ввиду того, что большинство беженцев направляются в Германию, а Польша не даёт гуманитарного коридора с ней, авиакомпания «Белавиа» может сама доставить беженцев в Германию.
16 ноября мигранты на белорусской стороне пограничного перехода «Брузги—Кузница» забросали польских пограничников камнями и попытались прорвать пограничные ограждения. Польские пограничники применили против нападавших водомёты и слезоточивый газ. Польские власти обвинили белорусских силовиков в помощи мигрантам, включая снабжение спецсредствами. Один польский полицейский был серьёзно ранен.
18 ноября 2021 года из Минска в Багдад вылетел самолёт с 431 беженцем. Иракские власти ранее объявили о намерении вернуть на родину более 300 граждан страны, находящихся на белорусской границе.
19 ноября 2021 года Госпогранкомитетом Республики Беларусь получено официальное письмо от польской стороны относительно её намерения приостановить с 21 ноября грузовое сообщение в железнодорожном пункте пропуска «Кузница». По утверждению белорусского государственного новостного агентства БелТА, зафиксировано использование польскими силовиками водомётов, содержащих химические примеси, и слезоточивого газа. Эту же информацию озвучил А. Лукашенко в интервью телеканалу BBC, добавив, что Польша дополнительно задействовала вертолёты, которые, летая на низкой высоте, вихрем от своего винта распыляли слезоточивый газ и ядохимикаты на большую площадь.
16 декабря 2021 года из Польши в Беларусь дезертировал и попросил политического убежища военнослужащий 11-го Мазурского артиллерийского полка 16-й Поморской механизированной дивизии ВС Польши Эмиль Чечко. Согласно интервью, которое он дал белорусским СМИ на следующий день, польские пограничники занимались физическим устранением мигрантов, в том числе ликвидировали нескольких польских активистов, прибывших на белорусско-польскую границу для оказания беженцам помощи. Министр обороны Польши Мариуш Блащак уволил командиров сбежавшего солдата. 18 декабря польские спецслужбы заявили о возможной причастности Чечко к шпионской деятельности в пользу Белоруcсии.
10 февраля 2022 года СМИ опубликовали информацию о том, что Международный уголовный суд в Гааге рассмотрит жалобу белорусских правозащитников о «геноциде мигрантов в Польше».
17 марта 2022 года Эмиль Чечко был найден повешенным по месту проживания в Минске.
- На границе с Польшей
- Лагерь беженцев на белорусско-польской границе. День 4
- Лукашенко озвучил подробности атаки польских силовиков на беженцев
- 12 день на границе

### На границе Украины
9 ноября 2021 года бывший премьер-министр Украины А. Яценюк призвал построить стену на границе с Беларусью.
В ноябре 2021 года Украина усилила свою северную границу дополнительными военнослужащими Госпогранслужбы, Нацгвардии, МВД.
14 ноября на странице 61-й отдельной пехотной егерской бригады Украины в Facebook было опубликовано сообщение, что военнослужащие этой бригады планируют уничтожать «так называемых мигрантов», если они проникнут на территорию Украины. Позже это заявление было опровергнуто. Представители бригады заявили, что будут уничтожать не мигрантов, а лиц, которые могут себя за них выдавать.
24 ноября 2021 Кабинет министров Украины выделил около 175 млн гривен ($6,5 млн) из государственного бюджета для усиления границы страны, учитывая «непростую ситуацию на белорусско-польской границе».

### Конфликты
21 июня в Центре регистрации иностранцев в Пабраде (Литва) возникли беспорядки. На тот момент на территории центра и палаточного городка, спешно построенного из-за увеличения количества мигрантов, находилось около 200 иностранцев, в основном граждан Ирака. Вечером группа просителей убежища, проживающих в палаточном городке, начала выражать недовольство своим правовым статусом в Литве и ограничениями, наложенными на них судом. Несколько десятков собравшихся иностранцев стали вести себя агрессивно, шуметь, пытались выйти с территории центра регистрации и не подчинялись требованиям пограничников.
Чтобы предотвратить возможные беспорядки, пограничники применили слезоточивый газ и произвели два выстрела в воздух из помпового пистолета резиновыми пулями. В Центр прибыли служащие специально подготовленной к таким инцидентам группы специального назначения VSAT, правоохранители с ближайших застав, полицейские и сотрудники Службы общественной безопасности. Вскоре иностранцы вернулись в палатки, ситуация нормализовалась. Медицинская помощь никому не потребовалась.
26 июля жители деревни Рудники вышли протестовать против строительства лагеря для нелегалов. Как заявила министр внутренних дел Литвы Агне Билотайте, на соседнем с населённым пунктом военном полигоне планировалось создание лагеря для 1,5 тысячи мигрантов. Однако протестующие перекрыли своими автомобилями дорогу, которая вела к будущему палаточному городку, что приостановило работы по его возведению. Местные журналисты сообщали, что в акции приняли участие около 500 человек. Протесты вспыхнули и в местечке Девянишкес. Здесь власти также планировали разместить нелегалов, приспособив для этих целей одну из неработающих школ.
В конце июля вспыхнул конфликт в деревне Веребеяй, в которой находилось около 160 человек. Инициаторы протеста объявили голодовку, запретив есть даже детям. До этого стычки возникали в пункте Кабеляй и в городе Друскининкай — суммарно в потасовках с полицейскими, охраняющими места размещения нелегалов, участвовали более 100 человек. 2 августа в пункте размещения нелегалов у деревни Руднинкай, где содержалось около 380 человек, начались протесты, которые были подавлены полицией с помощью слезоточивого газа и водомётов.

### Нарушения прав человека
24 ноября 2021 года правозащитная организация Human Rights Watch опубликовала доклад «„Сдохни здесь или вали в Польшу“: Солидарная ответственность Минска и Варшавы за произвол в приграничье». Организация, обвинив белорусские власти в режиссировании сложившейся ситуации, отметила нарушения прав мигрантов по обе стороны белорусско-польской границы: белорусские пограничники подвергали мигрантов насилию, бесчеловечному и унижающему достоинство обращению и давлению, вплоть до пыток, а польские — принудительно выталкивали мигрантов на белорусскую территорию. Обе стороны, по утверждению HRW, препятствовали регулярному гуманитарному доступу к мигрантам на границе. Основываясь на свидетельских показаниях, организация заявила о существовании «сборных пунктов» под открытым небом, в которые белорусские пограничники собирали мигрантов, выдворенных из Польши, удерживая их без еды и воды и не разрешая покинуть пограничную зону.

## Обвинения

### В адрес Литвы
Как сообщала БелТА, замечены случаи жестокого обращения с мигрантами со стороны сотрудников литовской пограничной службы. В частности, Беларусь упрекала Литву в том, что её пограничники не дают мигрантам еду, воду, избивают их дубинками, а также открывают поверх их голов огонь, чтобы выгнать нелегалов обратно на белорусскую территорию.
В начале августа официальный представитель Госпогранкомитета Беларуси заявил, что на территории Литвы избивают мигрантов, в том числе травмы есть у женщин и детей. Согласно заявлению ведомства, литовские пограничники также силой выдворяет мигрантов на белорусскую территорию. Госпогранкомитет обвинил Вильнюс в том, что такие действия нарушают права человека. Он подчеркнул, что шаги, предпринятые Литвой, подлежат расследованию со стороны международных органов.
Ранее сообщалось, что литовские пограничники не пустили около 180 нелегальных мигрантов из Беларуси. Со слов главы Службы охраны государственной границы Литвы Рустамаса Любаеваса, мигрантов разворачивали вдоль всей литовско-белорусской границы, преимущественно в окрестностях Варены. Как добавил Любаевас, сотрудники пограничной службы воспользовались новыми полномочиями об оказании силового сопротивления нелегалам, однако не уточнил, какие конкретно меры применялись к беженцам.
В ночь на 4 августа, по информации от Госпогранкомитета, в районе агрогородка Бенякони после сигнала местных жителей белорусские пограничники обнаружили избитого до полусмерти иракца. Пострадавший мигрант фактически переполз контрольно-следовую полосу со стороны Литвы. На теле жертвы — следы жестоких побоев, мужчина находился в тяжёлом состоянии. Пограничники пытались оказать первую помощь, но нелегал скончался на месте. Министр обороны Литвы Арвидас Анушаускас отрицал причастность литовских силовиков и заявил, что этот инцидент подстроен.

### В адрес Польши
В ответ на обвинения польского президента А. Дуды в сторону Беларуси о раздувании миграционного кризиса, министр иностранных дел Беларуси В. Макей заявил, что миграционный кризис выгоден именно польским политикам для отвлечения внимания от внутренних проблем в стране. В белорусском издании «Минская правда» отметили, что именно Польша приняла участие во вторжении в Ирак в марте 2003 года, послав туда 2500 солдат. Польский контингент был четвёртым по численности после американского, британского и австралийского. Президент России Владимир Путин считает, что страны Запада используют миграционный кризис для давления на Беларусь. Он раскритиковал действия польских силовиков, которые использовали против беженцев слезоточивый газ и водометы. Российский политолог Андрей Манойло назвал действия польских властей попытками превратить ситуацию с мигрантами в провокацию против Беларуси и России.
Генпрокурор Беларуси Андрей Швед сообщил 18 ноября, что возбуждено уголовное дело против высших должностных лиц Польши, информация о преступных действиях которых будет направлена для правовой оценки в ряд международных организаций, включая ООН и Совет Европы.
Глава комитета Госдумы по делам СНГ и евразийской интеграции Леонид Калашников заявил о желании Польши привлечь Москву к миграционному кризису в качестве стороны конфликта.

### В адрес ЕС и США
В августе 2021 года Александр Лукашенко предложил положить «факты на стол», которые подтвердили бы причастность официального Минска, а также рекомендовал соседям «начинать с себя» и поискать в самой Литве преступные группировки, которые зарабатывают на организации нелегальной миграции. При этом белорусский лидер заявлял, что из-за санкций Запада больше не будет сдерживать нелегальных мигрантов в страны ЕС.
В ноябре 2021 года Владимир Путин резко отверг попытки стран Запада переложить на Россию свою ответственность за миграционный кризис.
Глава Гродненского облисполкома политик Владимир Караник сообщил в эфире гостелевидения о намерении предъявить международным организациям счёт за содержание мигрантов на границе со странами ЕС, чтобы компенсировать расходы Республики Беларусь.
25 ноября Александр Лукашенко отметил, что США, используя Польшу, страны Балтии и Украину, заявляя о намерении подключить НАТО, хотят превратить миграционный кризис в повод для развязывания войны.
Российский МИД назвал НАТО ответственным за кризис на границе с Беларусью, учитывая причины миграционных потоков.
Владимир Макей, возлагая на ЕС ответственность за сложившуюся кризисную ситуацию, напомнил об обещанных привилегиях для мигрантов из Беларуси. Во время заседания министров иностранных дел ОБСЕ он поставил вопрос: «Для войны с кем?» наращивается военный потенциал НАТО на границе ЕС и РБ.
2 декабря депутаты Парламентского собрания Союзного государства заявили, что Евросоюз вместо конструктивного взаимодействия с Беларусью устранился от решения проблемы кризиса.

### В адрес Беларуси
В середине июня литовская сторона обвинила руководство Беларуси в организации атак на свои границы. Вильнюс полагает, что официальный Минск целенаправленно использует иностранцев как «гибридное оружие» против ЕС в качестве мести за экономические санкции из-за инцидента с принудительной посадкой самолёта Ryanair и за подавление протестов в августе 2020 года. Глава комитета безопасности и обороны Сейма Литвы Лауринас Касчюнас обвинил белорусские власти в организации беспорядков в Центре регистрации иностранцев в Пабраде.
Позицию Литвы поддержали и в остальном Евросоюзе. Верховный представитель ЕС по иностранным делам и политике безопасности Жозеп Боррель обвинил Минск в направлении миграционного потока. Он подчеркнул, что, с их точки зрения, «превращение мигрантов в инструменты политики совершенно неприемлемо, это нарушает европейские ценности и принципы». Министерство иностранных дел Беларуси назвало обвинения бездоказательными. Как заявил его пресс-секретарь Анатолий Глаз в комментарии ТАСС, «это противоречит действительности. Мы внимательно читаем все подобные заявления и никак не можем найти в них ни истинное желание решать проблему, ни логику или здравый смысл. Только шаблонные бездоказательные обвинения и угрозы».
Беларусь увеличила число авиарейсов из Ирака. Одновременно в интернете появился видеоролик, где белорусские пограничники сопровождали мигрантов до литовской границы.
Страны Балтии призывают Брюссель расширить санкции против Минска; Литва выступает за новые меры против «Белавиа», так как, по данным литовского МИД, авиакомпания вовлечена в перевозку нелегальных мигрантов.
2 сентября Евросоюз начал работу над пятым пакетом санкций против Лукашенко; в ЕС одной из причин подготовки нового пакета санкций в отношении режима Лукашенко называют использование Минском мигрантов как инструмента против ЕС.
10 ноября Европейская комиссия утверждала, что Лукашенко заманивает мигрантов ложными обещаниями лёгкого проникновения в ЕС, называя его действия «негуманными в гангстерском стиле». В заявлении комиссии перечислены 20 стран, из которых мигранты прибывают в Минск по туристическим визам.
10 ноября 2021 года Глава германского МИД Хайко Маас заявил, что ЕС не поддастся на шантаж, и добавил, что на Беларусь будут наложены дополнительные санкции:

Мы наложим санкции на всех тех, кто участвует в контрабанде мигрантов.
Оригинальный текст (англ.)We will sanction all those who participate in the targeted smuggling of migrants

По данным журналистского расследования, выпущенного в июне 2023 года, некоторые из 12 белорусских фирм, получивших в разгар кризиса 2021 года эксклюзивное право выдавать приглашения для оформления белорусских виз гражданам стран Ближнего Востока, связаны с силовыми ведомствами РБ.

### В адрес России
Глава Минобороны Польши Мариуш Блащак заявил, что сложившаяся на польско-белорусской границе кризисная ситуация, связанная с наплывом мигрантов, — результат деятельности Беларуси и России.
Позже и глава Минобороны Швеции Петер Хультквист стал утверждать, что за миграционным кризисом на границе Беларуси и Литвы «стоит Россия», связав это и с военными учениями «Запад-2021».
Премьер-министр Польши Матеуш Моравецкий обвинил Владимира Путина в закулисной поддержке действий Лукашенко. Моравецкий заявил, что непосредственной организацией кризиса занимается Лукашенко, но «вдохновитель находится в Москве». 9 ноября 2021 года, выступая на экстренном заседании парламента, Моравецкий обвинил белорусского и российского лидеров в попытках дестабилизации ЕС. Он назвал ситуацию на границе новым типом войны, в которой люди используются как живые щиты.

## Реакция
25 августа ЕСПЧ издал решение о том, что Польша и Латвия должны обеспечить беженцев с Ближнего Востока, застрявших на границе с Беларусью, жильём и одеждой. Мера будет действовать до 15 сентября.
В конце сентября Amnesty International обвинил польские власти в «незаконном принудительном возвращении» мигрантов в Беларусь.
В ноябре Европейский союз также рассматривал возможность санкций против авиакомпаний Turkish Airlines, FlyDubai и Аэрофлота, поскольку эти авиакомпании участвуют в перевозке мигрантов в Беларусь.
12 ноября 2021 власти Турции запретили посадку на авиарейсы в Минск для граждан Ирака, Йемена, Сирии (за исключением держателей дипломатических паспортов).. Впоследствии аналогичные ограничения были объявлены властями Ливана, Объединённых Арабских Эмиратов и Узбекистана.. Сирийская авиакомпания Cham Wings полностью приостановила полёты в Минск.
Александр Лукашенко пообещал, что сделает все возможное для мигрантов и будет настойчиво просить западные страны помочь мигрантам.
МИД РБ заявил, что санкции используются США, Канадой, Великобританией и ЕС, чтобы «поставить на колени неугодные им страны и народы». По мнению Республики Беларусь, это бессмысленно и получит адекватный ответ.
Последствия
В Минске считают, что забор в Беловежской пуще (которая является объектом всемирного наследия ЮНЕСКО), разделяет реликтовый лес на белорусскую и польскую части, что нарушает целостность его экосистемы (см. Конвенция Эспо).

## Европейские санкции
6 декабря 2021 года, в результате принятия 2 декабря 2021 года пятого пакета санкций ЕС в отношении Беларуси, Международная ассоциация воздушного транспорта (IATA) отключила Белавиа от международных систем взаиморасчётов для пассажирских и грузовых авиаперевозок.